# Étienne Augustin Seurrat de La Barre
Pour les articles homonymes, voir De La Barre.
Étienne Augustin Seurrat de La Barre, seigneur de La Grand Cour, né le 23 novembre 1707 à Orléans et mort le 13 novembre 1777, est un industriel orléanais qui investit dans le raffinage du sucre.

## Biographie
Membre de la famille Seurrat, une famille subsistante de la noblesse française, originaire du Berry, établie à Orléans depuis le XVe siècle, qui fournit nombre de notables à la ville, Étienne Augustin Prosper Seurrat de La Barre, chevalier et seigneur de La Grand-Cour, est le fils d'Étienne Seurrat de La Grand-Cour, échevin d'Orléans, et de Madeleine de Loynes. Il était aussi l'oncle du magistrat et député de la noblesse Jacques-Isaac Seurrat de La Boulaye et de son frère, Robert Joseph Seurrat de Guilleville, maire d'Orléans. 
Il fut administrateur de l'hôpital général d'Orléans et raffineur à Orléans. Il épousa Élisabeth Oursel, fille d'un riche négociant du Havre et capitaine quartenier, dont la famille fut anoblie par lettres patentes en mai 1789. Leurs deux filles, Victoire (1742–1824) et Madeleine (1744-1820),  épousèrent les principaux raffineurs d'Orléans (respectivement  Philippe Miron de Poisioux et Prosper Augustin Tassin de Charsonville) et furent portraiturées avec leurs époux respectifs par Jean-Baptiste Perronneau.

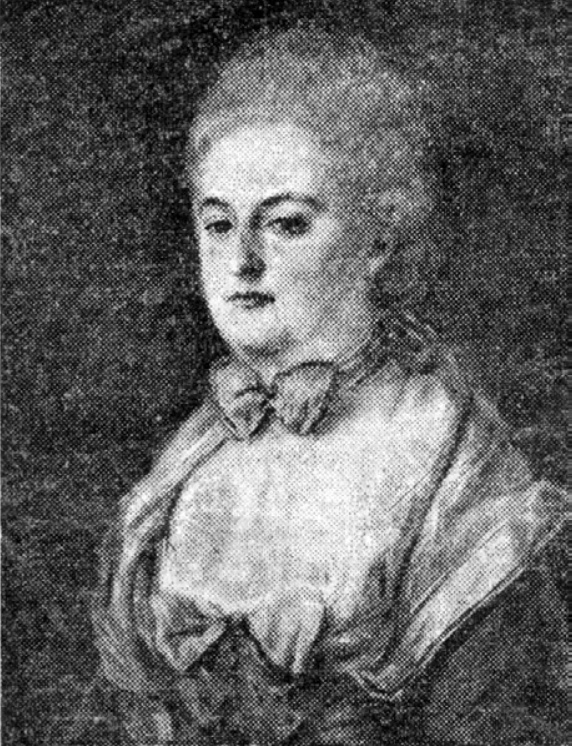
Victoire Seurrat
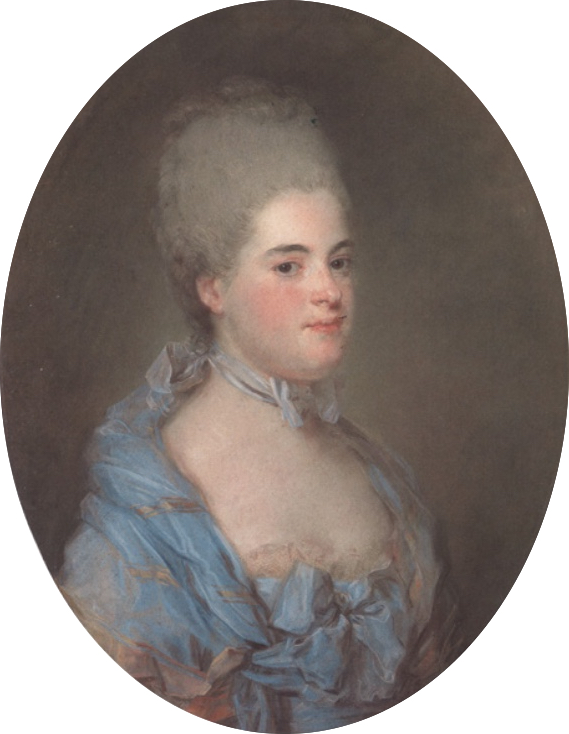
Madeleine Seurrat

## Blason
D’azur au lion d’or, soutenu d’un chien passant d’argent en pointe supportant de sa patte dextre une tour carrée, crénelée de trois pièces de même, maçonnées de sable.

## Sources
- Myriam Belair, La famille Seurrat d'Orléans 1497-1791 - Une stratégie d'ascension sociale, 1995-1996
- Dossiers techniques du service municipal archéologique de la ville d'Orléans
- Histoire architecturale d'Orléans par Léon de Buzonnière
- DRAC Centre (monuments historiques)
- Portrait et pouvoir aux XVIIe et XVIIIe siècles par les musées Région Centre
- Archives municipales d'Orléans : la famille Tassin au XVIIIe siècle par Anne-Cécile Hodeau (mémoire Faculté d'Orléans - 1994)
- Monographie Dictionnary of pastellists before 1800 par Neil Jeffares.
- Gérard Héau, Généalogie et Histoire de la famille Tassin (Orléans), Donnery, 2010 (182 p)